# Comuna Zabara, Andrușivka
Zabara (în ucraineană Забарська сільська рада) este o comună în raionul Andrușivka, regiunea Jîtomîr, Ucraina, formată din satele Kotivka și Zabara (reședința).

## Demografie
Componența lingvistică a satului Zabara
     Ucraineană (98,3%)
     Rusă (1,7%)
Conform recensământului din 2001, majoritatea populației satului Zabara era vorbitoare de ucraineană (98,3%), existând în minoritate și vorbitori de rusă (1,7%).